# 瀘寧古道
瀘寧古道位於四川省涼山州冕寧縣，文物遺址年代判定為唐至宋。2012年7月16日公佈為第八批四川省文物保護單位。

## 簡介[2]
瀘寧古道位於四川省涼山彝族自治州冕寧縣南河鄉木洛村境內，雅礱江西岸。屬茶馬古道的分支之一，是人工鑿於岩壁上的道路，現保存長度約12公里，古道平坦處寬2.2公尺，險要處窄1.3公尺。瀘寧古道在唐代就是雅礱江河谷通往藏區（九龍）的幹道，吐蕃與唐朝爭奪巂州，吐蕃軍隊就是通過這條古道而來的，其後，瀘寧古道一直保持了從安寧河谷通往藏區的重要道路的功能。瀘寧古道是一條政治、經濟紐帶。促進了藏區與祖國的統一和藏漢人民唇齒相依、不可分離的親密關係，有較高的文物價值和研究價值。第三次全國文物普查新發現。